# Сударский, Давид
Давид Сударский (англ. David Sudarsky) — астрофизик из Аризонского университета. Известен в первую очередь как автор классификации экзопланет (газовых гигантов) в зависимости от свойств их атмосферы. Классификация была создана благодаря теоретическим расчётам, а также известным данным о химии и характеристиках атмосферы экзопланет. Препринты 11 научных работ Давида Сударского находятся в ArXiv.org.

## Классификация экзопланет по Сударскому
Сударским и его коллегами из Аризонского университета в работе «Albedo and Reflection Spectra of Extrasolar Giant Planets» была развита система классификации, основанная на наблюдении экзопланет. В классификакции учитываются такие факторы, как альбедо планеты, известные об атмосфере данные, а также спектр отражения.
Система классификации основана на теоретической модели поведения газовых гигантов в зависимости от их температуры.
Выделяется пять классов:
- Класс I. Аммиачные облака
- Класс II. Водные облака
- Класс III. Чистые
- Класс IV. Планеты с сильными линиями спектров щелочных металлов
- Класс V. Кремниевые облака